# Kalmar (gemeente)
Kalmar is een Zweedse gemeente in Småland. De gemeente behoort tot de provincie Kalmar län. Ze heeft een totale oppervlakte van 1256,9 km² en telde 60.649 inwoners in 2004.
Hoofdplaats is Kalmar.

## Plaatsen
| #  | Tätort            | Befolkning |
| -- | ----------------- | ---------- |
| 1  | Kalmar (stad)     | 35 170     |
| 2  | Lindsdal          | 5 520      |
| 3  | Smedby            | 3 530      |
| 4  | Rinkabyholm       | 1 555      |
| 5  | Ljungbyholm       | 1 461      |
| 6  | Trekanten         | 1 268      |
| 7  | Rockneby          | 880        |
| 8  | Läckeby           | 862        |
| 9  | Påryd             | 657        |
| 10 | Hagby             | 651        |
| 11 | Vassmolösa        | 544        |
| 12 | Tvärskog          | 409        |
| 13 | Dunö              | 384        |
| 14 | Halltorp          | 292        |
| 15 | Boholmarna        | 272        |
| 16 | Drag en Söregärde | 132        |
| 18 | Ekenäs (Kalmar)   | 104        |
| 19 | Kolboda           | 96         |
| 20 | Revsudden         | 81         |
| 21 | Harby             | 75         |
| 21 | Förlösa           | 62         |